# كاواساكي تي-4

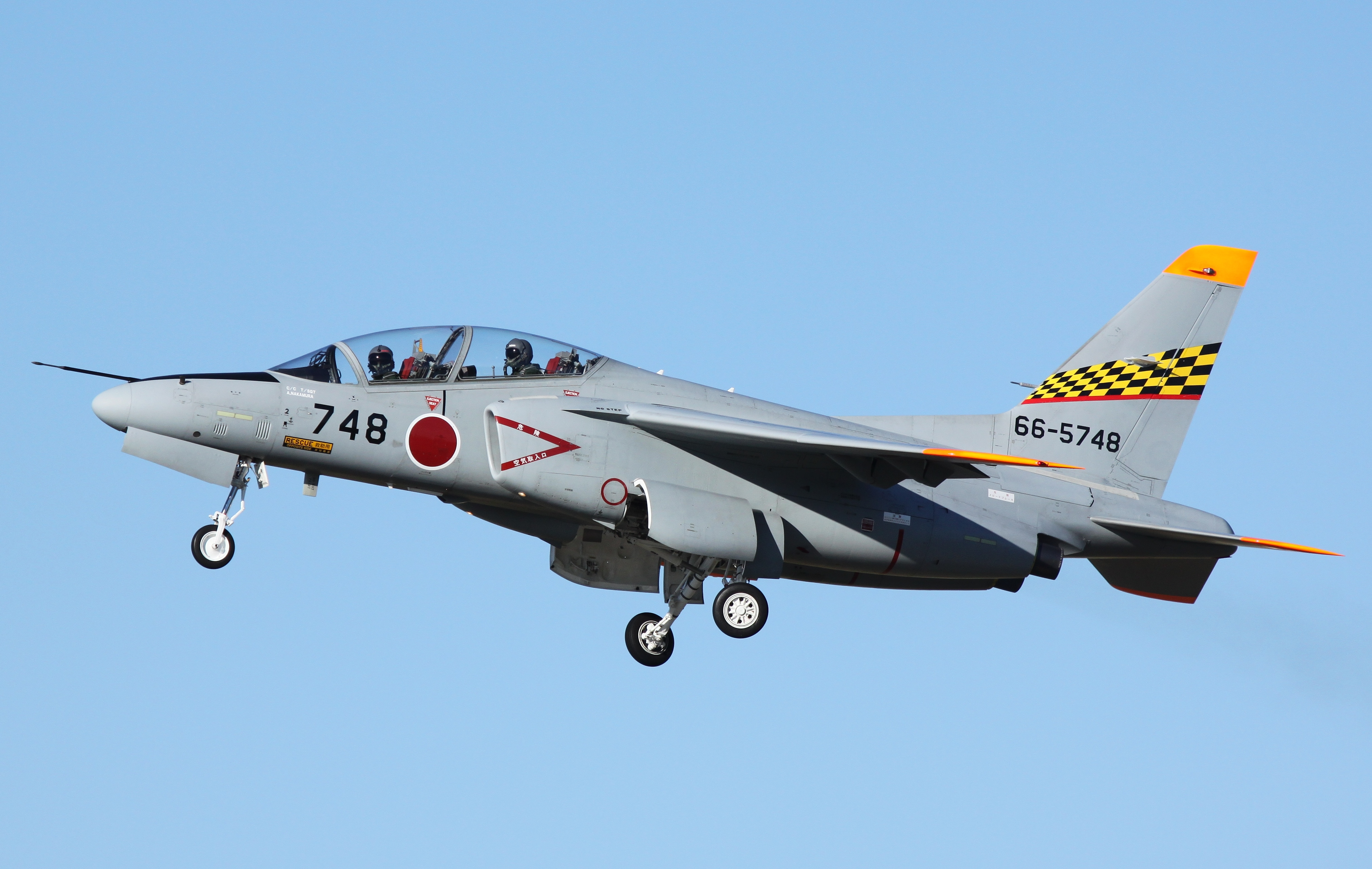

كاواساكي تي-4 هي طائرة تدريب نفاثة يابانية دون سرعة الصوت تم تطويرها وتصنيعها من قبل المجموعة التجارية كاواساكي للصناعات الثقيلة. المشغل الوحيد لها هو قوة الدفاع الذاتي الجوية اليابانية (JASDF)، ويعزى ذلك جزئيًا إلى القيود التاريخية على تصدير المعدات العسكرية. بالإضافة إلى مهمة التدريب الأساسية، تم استخدام الطائرة من قبل فريق الدافع الأزرق للاستعراض الجوي بالإضافة إلى مهام الاتصال مع معظم الوحدات المقاتلة.  طار أول نموذج أكس تي-4 في 29 يوليو 1985، في حين تم تسليم أول طائرة خلال شهر سبتمبر من عام 1988.
في سبتمبر 1981 قامت وكالة الدفاع اليابانية باختيار تصميم كاواساكي باعتباره المنافس للفوز بتطوير طائرة تدريب. تم التركيز على القدرة على المناورة العالية والسير دون سرعة الصوت. تم الانتهاء من تصميم التفاصيل بحلول نهاية عام 1983، وبدأ ببناء ستة نماذج إكس تي- 4 في ربيع عام 1984. شركة فوجي تولت بناء الجناح وجسم الطائرة الخلفي ووحدة الذيل، اما ميتسوبيشي فكان لها وسط جسم الطائرة و مداخل الهواء، أما شركة كاواساكي بنت جسم الطائرة الأمامي.

## المستخدمين
```
 
اليابان
```

## الحوادث
- في 12 مارس 1991، تم شطب الطائرة 16-5654 في حادث. [4]
- في 1 يوليو 1991 ، تحطمت الطائرة 06-5653 قبالة ساحل هوكايدو، مما أدى إلى وفاة واحدة. [5] [6]
- في 4 يوليو 2000 ، تم تدمير طائرتين من فريق العرض الدافع الأزرق (46-5727 و 46-5720). [7] [8] [9] قتل ثلاثة من افراد الطاقم. تم إيقاف التدريب البهلواني حتى مارس 2001 نتيجة للحادث. [10]
- في 29 يناير 2014، اصطدمت الطائرة 46-5731 و 46-5745 لفريق الدافع الأزرق في الجو أثناء رحلة تدريبية بالقرب من ماتسوشيما. تمكنت كلتا الطائرتين من العودة بأمان إلى القاعدة. [11] [12]

1. 1 2  مذكور في: Jane's World Aircraft Recognition Handbook, Fourth Edition. الصفحة: 95. الناشر: خدمات جاينز المعلوماتية. لغة العمل أو لغة الاسم: الإنجليزية. تاريخ النشر: 1989. المُؤَلِّف: ديريك وود.
2. ↑  "Designation-Systems.Net".
3. ↑  "Blue Impulse aerobatic team." aerobaticteams.net, Retrieved: 4 February 2017. نسخة محفوظة 19 يناير 2018 على موقع واي باك مشين.
4. ↑  Aircraft accident 12-Mar-1991 "T-4 06-5653." شبكة سلامة الطيران, Retrieved: 5 February 2017. نسخة محفوظة 22 أغسطس 2017 على موقع واي باك مشين.
5. ↑  Aircraft accident 01-Jul-1991 "T-4 06-5653." شبكة سلامة الطيران Retrieved: 5 February 2017. نسخة محفوظة 22 أغسطس 2017 على موقع واي باك مشين.
6. ↑  "Japan." Ejection History, Retrieved: 5 February 2017. نسخة محفوظة 29 يوليو 2017 على موقع واي باك مشين. [وصلة مكسورة]
7. ↑  Aircraft accident 04-Jul-2000 "T-4 46-5727." شبكة سلامة الطيران, Retrieved: 5 February 2017. نسخة محفوظة 22 أغسطس 2017 على موقع واي باك مشين.
8. ↑  Aircraft accident 04-Jul-2000 "T-4 46-5720." شبكة سلامة الطيران, Retrieved: 5 February 2017 نسخة محفوظة 22 أغسطس 2017 على موقع واي باك مشين.
9. ↑  "Blue Impulse planes missing July 5, 2000." ذا جابان تايمز, Retrieved: 5 February 2017. نسخة محفوظة 7 يناير 2019 على موقع واي باك مشين.
10. ↑  "ASDF base resumes aerobatics training after crash-prompted hiatus March 13, 2001." ذا جابان تايمز, Retrieved: 5 February 2017. نسخة محفوظة 8 يناير 2019 على موقع واي باك مشين.
11. ↑  Aircraft accident 29-Jan-2014 "T-4 46-5731." شبكة سلامة الطيران, Retrieved: 5 February 2017. نسخة محفوظة 22 أغسطس 2017 على موقع واي باك مشين.
12. ↑  Aircraft accident 29-Jan-2014 "T-4 46-5745." شبكة سلامة الطيران, Retrieved: 5 February 2017. نسخة محفوظة 23 أغسطس 2017 على موقع واي باك مشين.